# Indonesia en los Juegos Olímpicos de Atlanta 1996
Indonesia estuvo representada en los Juegos Olímpicos de Atlanta 1996 por un total de 40 deportistas, 23 hombres y 17 mujeres, que compitieron en 11 deportes.
El portador de la bandera en la ceremonia de apertura fue el boxeador Hendrik Simangunsong.

## Medallistas
El equipo olímpico indonesio obtuvo las siguientes medallas:
| Nombre                          | Deporte   | Competición  |
| ------------------------------- | --------- | ------------ |
| Oro                             |           |              |
| Rexy Mainaky Ricky Subagja      | Bádminton | Dobles M     |
| Plata                           |           |              |
| Mia Audina                      | Bádminton | Individual F |
| Bronce                          |           |              |
| Susi Susanti                    | Bádminton | Individual F |
| Antonius Ariantho Denny Kantono | Bádminton | Dobles M     |